# Сакаровка
Сакаровка (рум. Sacarovca) — село в Сынжерейском районе Молдавии. Наряду с сёлами Драганешты и Кирилены входит в состав коммуны Драганешты.

## География
Село расположено на высоте 135 метров над уровнем моря.

## Население
По данным переписи населения 2004 года, в селе Сакаровка проживает 302 человека (152 мужчины, 150 женщин).
Этнический состав села:
| Национальность | Число жителей | Процентный состав |
| -------------- | ------------- | ----------------- |
| русские        | 253           | 83.77             |
| молдаване      | 31            | 10.26             |
| украинцы       | 15            | 4.97              |
| румыны         | 3             | 0.99              |
| Всего          | 302           | 100%              |